# Фрике, Дэвид
Дэвид Фрике (англ. David Fricke, род. 4 июня 1952, США) — американский писатель, музыкальный критик и журналист с тридцатилетним стажем. Главный редактор журнала Rolling Stone, для которого регулярно пишет обзоры преимущественно о рок-музыке. В 1990-х годах был музыкальным редактором журнала.

## Биография
В 1972 году Фрике окончил факультет журналистики Мюленбергского колледжа в Аллентауне, штат Пенсильвания. Во время учёбы был диджеем студенческой радиостанции.
По словам Фрике, первый концерт, на котором он побывал, был выступлением группы Pink Floyd. Впечатления от этого шоу определили его будущую карьеру в музыкальной журналистике и привили любовь к живой музыке.
Перед тем, как перейти на работу в Rolling Stone, где он достиг должности главного редактора, Фрике также писал для журналов Circus и Good Times, где работал со своим другом Куртом Лодером.
Его интервью с Куртом Кобейном и Кортни Лав для Rolling Stone были широко цитируемыми и до смерти Кобейна. Так, интервью Фрике с музыкантом, сделанное в 1993 году, было включено в книгу «Великие интервью журнала Rolling Stone за 40 лет».
Фрике принял участие в съёмках нескольких фильмов серии «Classic Albums» в качестве музыкального эксперта: The Dark Side of the Moon (Pink Floyd), Disraeli Gears (Cream), Hysteria (Def Leppard), Nevermind (Nirvana), Black Album (Metallica), So (Питер Гэбриел), Apostrophe и Over-Nite Sensation (Фрэнк Заппа), Moving Pictures и 2112 (Rush). Также он появился в ряде документальных фильмов о Лу Риде и в документальном фильме о группе Wilco «I Am Trying to Break Your Heart».
В 2014 году лейбл Domino Recording выпустил североамериканскую версию юбилейного переиздания дебютного альбома группы Aztec Camera «High Land, Hard Rain», вступительную речь в буклете которого написал Дэвид Фрике. Аналогично, он написал вводные части для переизданий других известных альбомов.
В настоящее время Фрике публикует свои материалы посредством подкаста «Fricke’s Picks Radio», а также в блоге «Alternate Take» на сайте Rolling Stone.